# Oli Cooper
Oli Cooper (Derby, 14 de diciembre de 1999) es un futbolista británico que juega en la demarcación de centrocampista para el Swansea City A. F. C. de la EFL Championship.

## Selección nacional
Tras jugar en las categorías inferiores de la selección, finalmente hizo su debut con la selección de fútbol de Gales en un partido de clasificación para la Eurocopa 2024 contra Letonia que finalizó con un resultado de 1-0 tras el gol de Kieffer Moore.

## Clubes
| Club                             | País  | Año       | Partidos | Goles |
| -------------------------------- | ----- | --------- | -------- | ----- |
| Swansea City A. F. C.            | Gales | 2021      | 5        | 1     |
| Newport County A. F. C. (cedido) | Gales | 2021-2022 | 35       | 1     |
| Swansea City A. F. C.            | Gales | 2022-     | 111      | 8     |